# Воробйова Ольга Петрівна
Воробйова Ольга Петрівна (нар. 11 серпня 1952, Василівка, Василівський район, Запорізька область, УРСР, СРСР) — український мовознавець, доктор філологічних наук (1994), професор (1995), Заслужений працівник освіти України (2002). Академік АН ВН вищої школи України (з 2016). Професор кафедри теорії, практики та перекладу англійської мови Національного технічного університету України «Київський політехнічний інститут імені Ігоря Сікорського» (з 2021 р.). Заслужений професор Київського національного лінгвістичного університету (з 1998р.). Засновниця наукової школи когнітивної поетики в Україні. Керівник Центру когнітивних і семіотичних досліджень КНЛУ (з 2011 по 2021 рр.). Президент Української асоціації когнітивної лінгвістики і поетики (з 2012 р.). Випускниця Програми імені Фулбрайта (1996 р.). Член правління Українського фулбрайтівського кола. Фахівець у галузі германістики, загального мовознавства, когнітивних студій художнього тексту, інтермедіальних студій. Член першого та другого складів Наукового комітету Національної ради України з питань розвитку науки та технологій (2017-2023 рр).
Знання мов: українська, англійська, французька, німецька, російська

## Життєпис
Народилася у родині вчительки й архітектора. Вищу освіту здобула в Київському державному педагогічному інституті іноземних мов (КДПІІМ − зараз КНЛУ) (1974 р.). У 1978 р. успішно захистила кандидатську дисертацію з питань лінгвістики тексту «Структурно-семантичні особливості абзацних комплексів у сучасній англійській мові (до проблеми текстооформлювальних елементів)».
Протягом 1978—1989 рр. працювала викладачем, а потім доцентом на кафедрі лексикології та стилістики англійської мови КДПІІМ.
З 1989 по 1992 р. − докторант Московського лінгвістичного університету. У 1993 р. успішно захистила докторську дисертацію з художньої семантики та перекладознавства «Лінгвістичні аспекти адресованості художнього тексту (одномовна та міжмовна комунікація)».
Від 1994 р. по 2020 р. — завідувач кафедри лексикології та стилістики англійської мови (пізніше кафедра англійської філології, перекладу і філософії мови імені професора О. М. Мороховського) КНЛУ. З 2020 по 2021 рр. професор цієї кафедри. З 2021 р. професор кафедри теорії, практики та перекладу англійської мови факультету лінгвістики НТУУ «КПІ імені Ігоря Сікорського». Голова спеціалізованої вченої ради із захисту кандидатських і докторських дисертацій з германського, романського, порівняльно-історичного і типологічного мовознавства у КНЛУ (2000−2010 роки). Потім член спеціалізованої вченої ради із захисту кандидатських і докторських дисертацій із загального та германського мовознавства у КНЛУ.

## Наукова діяльність
О. П. Воробйова — відомий в Україні та поза її межами, широко цитований мовознавець, викладач, автор понад 200 наукових і навчально-методичних праць, у тому числі статей та колективних монографій, індексованих у НБ Scopus та Web of Science. Розпочала свою наукову діяльність у галузі лінгвістики тексту та стилістики англійської мови. Далі працювала у сфері художньої семантики, зокрема рецептивної. З середини 1990 рр. захопилася проблемами когнітології, створивши в Україні наукову школу когнітивної поетики, яка останнім часом поповнилася новими відгалуженнями, такими як когнітивна емотіологія, теорія емоційного резонансу, художня концептологія, евристика художнього тексту, когнітивна вірджиніана, інтермедіальна стилістика. Організатор і учасник багатьох українських і міжнародних конференцій, круглих столів, семінарів, симпозіумів, літніх шкіл. Є членом декількох міжнародних філологічних асоціацій (PALA, IALS тощо). Під науковим керівництвом О. П. Воробйової захищено 11 докторських і 20 кандидатських дисертацій. Викладала у вишах В'єтнаму та Польщі. Запрошувалась для читання лекцій в університетах Австрії та США. Індекс Хірша за Google Scholar — 19.

## Науково-видавнича діяльність
Довгий час була членом редколегії наукового журналу «Вісник КНЛУ. Сер. Філологія», входить до редколегій інших фахових видань України. Член редколегії індексованої у Scopus серії міжнародних монографічних публікацій Ягеллонського університету «Краківські студії мови, літератури та культури» (м. Краків, Польща). Член редколегії наукового журналу «Лінгвістичні студії Ягеллонського університету у Кракові» (Studia Linguistica Universitatis Iagellonicae Cracoviensis) (Scopus, Q2/3).

## Основні наукові праці
1. Текстовые категории и фактор адресата: монография. Киев, 1993.
2. Ідея резонансу в лінгвістичних дослідженнях . У: Мова. Людина. Світ: До 70-річчя проф. М.  П. Кочергана. 36. наук, статей: [Відп. ред. Тараненко О. О.] Київ, 2006. 72−86.
3. The poetics of 'Reflection' in Virginia Woolf's short fiction: In search of multiple sense. In Search of(Non)Sense: [ed. by ElzbietaChrzanowska-Kluczewska and Grzegorz Szpila]. Newcastle upon Tyne, 2009. 75–87.
4. Словесная голография в пейзажном дискурсе Вирджинии Вулф: модусы, фракталы, фузии. Когніція, комунікація, дискурс: Електронний збірник наукових праць. Серія «Філологія». Харків, 2010(1). 47−74. [недоступне посилання з червня 2019]
5. Концептологія в Україні: здобутки, проблеми, прорахунки. Вісник КНЛУ. Сер. Філологія.\, 2011, 14( 2). 53−64.
6. Смак "Шоколаду": інтермедіальність й емоційний резонанс. Вісник КНЛУ. Сер. Філологія, 2012, 15(1). 5−11.
7. Caught in the web of worlds: Postmodernist wanderings through the ASC labyrinth in KazuoIshiguro's The Unconsoled− Philosophy, emotions, perception Languages, Literatures and Cultures in Contact: English and American Studies in the Age of Global Communication: Vol. 2 : Language and Culture : [eds. Marta Dąbrowska, Justyna Leśniewska and Beata Piątek]. Krakow, 2012. 37−56.
8. Лингвистика сегодня: реинтерпретация эпистемы. Вісник КНЛУ. Сер. Філологія. 2013. 16 (2). 41−47
9. РІЧ як антиконцепт у творах художнього модернізму: лінгвофілософські аспекти естетики негативності. Вісник КНЛУ. Сер. Історія. Економіка. Філософія, 2013, 18. 11−22.
10. Fifty shades of tension: The ecology of sense and nonsense.Towards the Ecology of Human Communication: [eds Marta Bogusławska-Tafelska, Anna Drogosz]. Newcastle-upon-Tyne, 2015. 85−97.
11. Language — Literature — the Arts: A Cognitive-Semiotic Interface [eds. Elzbieta Chrzanowska-Kluczewska, Olga Vorobyova]. Frankfurt-am-Maine: Peter Lang, 2017. DOI: 10.2736/b10692
12. 'Haunted by ambiguities' revisited: in search of a metamethod for literary text disambiguation. Legeartis. Language yesterday, today, tomorrow. The Journal of University of SS Cyril and Methodius in Trnava. Warsaw: De Gruyter Open, 2017. I (1). 428—496. DOI: 10.1515/lart-2017-0011
13. Virginia Woolf’s “Blue & Green” revisited: Dimensions of the research space. Studia Linguistica Universitatis Iagellonicae Cracoviensis (SLing), 2020, 137(4): 327–335.
14. Verbal and non-verbal facets of metaekphrastic writing: A cognitive study of John Berger’s essays on visual art. Lege artis. Language yesterday, today, tomorrow. The Journal of University of SS Cyril and Methodius in Trnava. Warsaw: De Gruyter Open, 2020, V(2): 335–381.
15. Verbal holography, music, and emotions in Kazuo Ishiguro’s Nocturnes. In: Andrzej Pawelec, Aeddan Shaw and Grzegorz Szpila (eds), Text – Image – Music: Crossing the Borders. Intermedial Conversations on the Poetics of Verbal, Visual and Musical Texts. Frankfurt am Main: Peter Lang, 2021. 293–320. ([Text – Meaning – Context: Cracow Studies in English Language, Literature and Culture: [eds. Elżbieta Chrzanowska-Kluczewska and Władysław Witalisz]. Vol. 19) DOI: 10.3726/b18012
16. Focus dissipation as a narrative and mimetic technique: A case study of Virginia Woolf’s “Blue & Green”. Studia Linguistica Universitatis Iagellonicae Cracoviensis (SLing), 2021, 138(3): 145-157. https://doi.org/10.4467/20834624SL.21.013.13707 .
17. Інтерфеномени в парадигмальному вимірі, або що там за обрієм когнітології? Studia Linguistica. Науковий журнал кафедри загального мовознавства, класичної філології та неоелліністики Інституту філології Київського національного університету імені Тараса Шевченка, 2021, 19: 24-37 https://doi.org/10.17721/StudLing2021.19.24-37 (категорія Б) http://studia-linguistica.knu.ua/vypusk-19/
18. Multimodality and transmediality in Kamal Abdulla’s short fiction: A cognitive-emotive interface. Cognition, communication, discourse, 2022. 24: 91-102 https://doi.org/10.26565/2218-2926-2022-24-07

## Відзнаки і нагороди
Відмінник освіти України (2001 р.). Заслужений працівник освіти України (2002 р.). Знак Міністерства освіти і науки України «За наукові досягнення» (2008 р.)